# ФК Спарта Праг
Спарта Праг (чеш. AC Sparta Praha) је чешки професионални фудбалски клуб. Такмичи се у Првој лиги Чешке.
Основан је 1893. Од самог почетка највећи ривал Спарти је била Славија из Прага и ово ривалство је најчувеније у чешком фудбалу. Спарта је освојила 38 титула у националном првенству, 20 трофеја националног купа и 3 Митропа купа .

## Трофеји
- Првенство Чехословачке : 24
  - 1912, 1919, 1922, 1926, 1927, 1932, 1936, 1938, 1939, 1944, 1946, 1948, 1952, 1954, 1965, 1967, 1984, 1985, 1987, 1988, 1989, 1990, 1991, 1993
- Куп Чехословачке : 12
  - 1909, 1943, 1944, 1946, 1964, 1972, 1976, 1980, 1984, 1988, 1989, 1992
- Прва лига Чешке Републике : 14
  - 1994, 1995, 1997, 1998, 1999, 2000, 2001, 2003, 2005, 2007, 2010, 2014, 2023, 2024
- Куп Чешке Републике : 8
  - 1996, 2004, 2006, 2007, 2008, 2014, 2020, 2024
- Суперкуп Чешке Републике : 2
  - 2010, 2014
- Митропа куп : 3
  - 1927, 1935, 1964.